# Matt Biondi
Matthew Nicholas „Matt” Biondi (Moraga, Kalifornia, 1965. október 8. –) olimpiai és világbajnok, korábbi világcsúcstartó amerikai úszó. Három olimpián összesen 11 érmet, köztük 8 aranyat nyert, 6-szoros világbajnok. Eredményeit gyorsúszó és váltó versenyszámokban érte el, szerepelt még pillangó számokban is.

## Pályafutása
Pályafutását szülővárosában kezdte, eleinte úszott és vízilabdázott is. Hamar kiderült robbanékonysága és gyorsasága, tizenévesen már csak az úszásra készült. Végzős gimnazistaként korosztályában országos csúccsal (20,40) nyert 50 yard gyorsúszásban. Első egyetemi évében, 1983-ban még vízilabdázott az egyetemi csapatban, de egy évvel később a Los Angeles-i olimpián úszóként robbant be a világ élvonalába, amikor 19 évesen a 4 × 100 méteres gyorsváltó tagjaként világcsúccsal győzött.
Az egyetemi bajnokságokon számos címet szerzett, három évben is (1985, 1986, 1987) őt választották az év egyetemi úszójának.
50, 100, 200 méter gyorson és 100 pillangón volt a legerősebb, 24 amerikai bajnoki címet, világbajnokságokon hat aranyat és további öt érmet szerzett. 1986-ban és 1988-ban az év férfi úszójának választotta a Swimming World magazine.
A szöuli olimpián már egyértelmű favorit volt több számban is, ezt az esélyességet eredményeivel igazolta is. Öt aranyérméből négyet világcsúccsal nyert, 100 méter pillangón pedig egyetlen századmásodperccel szorult a győztes Suriname-i Anthony Nesty mögé. A klasszikus számot, a 100 méteres gyorsúszást óriási fölénnyel, olimpiai rekorddal nyerte, egyedüliként jutva 49 másodpercen belülre.
1991-ben az ausztráliai Perth-ben 100 méteres gyorson megvédte világbajnoki címét, pályafutása utolsó nagy versenyén, a barcelonai olimpián ebben a számban viszont már csak ötödik lett, ugyanitt 50 gyorson pedig kikapott a fiatal Alexander Popovtól, így ezüstérmet szerzett. Két váltó-aranyával lett teljes olimpiai érem-kollekciója, amely 8 aranyat is tartalmaz.
Visszavonulása után megházasodott és sokáig családjával együtt Hawaiin élt, ahol tanárként és úszóedzőként dolgozott 2012-ig, jelenleg a kaliforniai Chatsworth-ben tanít matematikát és úszást.

### Világcsúcsai
Biondi öt úszószámban is volt világcsúcstartó.
- 50 méteres gyorsúszásban 1986. június 26-án Orlandóban állított fel világcsúcsot 22,33-as eredménnyel. Ezt a csúcsot 1987. július 30-án Clovisban beállította. A szöuli olimpián, 1988. szeptember 24-én 22,14-dal ismét világcsúcsot ért el a szám döntőjében, ez a csúcsa csaknem egy évig állt fenn.
- 100 méteres gyorsúszásban csaknem egy évtizeden át, 1985. augusztus 6. és 1994. június 18. között volt világcsúcstartó. Ezalatt összesen négyszer javította meg a rekordot (1985. augusztus 6. Mission Viejo: 49,24; 1985. augusztus 6. Mission Viejo: 48,95; 1986. június 24. Orlando: 48,74; 1988. augusztus 10. Austin: 48,42).
- A 4 × 100-as gyorsváltóval háromszor javított világcsúcsot. 1984-ben Los Angelesben 3:19.03, 1985-ben Tokióban 3:17,08, 1988-ban Szöulban 3:16,53 volt a rekordot jelentő idő, ez utóbbit csak 1995-ben döntötte meg egy már Biondi nélkül felálló amerikai váltó.
- A 4 × 200-as gyorsváltó tagjaként szintén a szöuli olimpián győzött világcsúccsal, a csapat eredménye 7:12,51 volt, a csúcs pedig 4 évig, a barcelonai olimpiai döntőig élt, ahol az Egyesített Csapat váltója győzött ennél jobb eredménnyel.
- 4 × 100-as vegyes váltóban is két világcsúcs részese volt. Az 1985-ös tokiói Pan Pacific bajnokságon gyorsúszóként volt részese a 3:38,28-dal győztes váltónak. A szöuli olimpián pedig pillangózóként volt tagja a világrekorddal győztes amerikai váltónak, az időeredmény ekkor 3:36,93 volt. Érdekesség, hogy ez utóbbi eredményt beállítva nyerte az amerikai váltó (már Biondi nélkül) a következő, barcelonai olimpiát, a kettős világcsúcsot pedig ugyancsak egy olimpiai döntőn sikerült felülmúlni, Atlantában 1996-ban.